# Uroballus carlei
Uroballus carlei — вид аранеоморфних павуків родини павуків-стрибунів (Salticidae). Описаний у 2019 році.

## Назва
Вид названо на честь американського письменника Еріка Карле, автора дитячої книги «Дуже голодна гусениця».

## Поширення
Ендемік Гонконгу. Описаний з єдиного самця, що знайдений на перилах на краю міського парку Сек О.

## Опис
Павук зовні схожий на гусениць, ймовірно, якогось виду ведмедиць (Arctiinae). Тіло завдовжки 3 мм. Забарвлення бежеве з коричневою поздовжньою смугою та багатьма поперечними смугами. Все тіло густо вкрите волосками. Павутинні бородавки незвично довгі.

## Спосіб життя
Мешкає в кронах дерев. Рухається досить повільно, з тривалими фазами спокою.